# エリカ・ギンペル
エリカ・ギンペル（Erica Gimpel、1964年6月25日 - ）は、アメリカ合衆国の女優である。

## 来歴
2010年1月に彼女のファーストアルバムとなる「Spread your Wings and Fly」をリリースした。

## 出演作品

### 映画
- シルヴィ 〜恋のメロディ〜 Sylvie's Love (2020)